# José Bone
José Gabriel Bone León (* 7. Juli 1989) ist ein ecuadorianischer Radrennfahrer.
Bone belegte bei den Weltmeisterschaften 2008 in Varese im Straßenrennen der U23- den 27. Platz. 2009 gewann er das italienische Eintagesrennen Trofeo G. Bianchin. 2012 konnte er eine Etappe Vuelta a la Independencia Nacional für sich entscheiden.

## Erfolge
2009
- Trofeo G. Bianchin

2012
- eine Etappe Vuelta a la Independencia Nacional